# Michel Van Zeveren
Michel Van Zeveren, né le 30 janvier 1970 à Gand (province de Flandre-Orientale), est un dessinateur de bande dessinée, auteur et illustrateur belge de littérature jeunesse, de langue française.

## Biographie
Michel Van Zeveren naît le 30 janvier 1970 à Gand,,. Il rêve de devenir Walt Disney. Il se forme artistiquement à l'École de recherche graphique (ERG) à Bruxelles. Il sort son premier livre en 1999. Il marque le début d'une longue collaboration avec L’École des loisirs.
Il publie de nombreux albums dont La Porte (2008), « un album plein de pudeur, d'humour et de sensibilité » selon La Libre Belgique. Cet album lui vaut d'être récipiendaire du prix Libbylit, attribués par l'IBBY récompensant un album jeunesse belge. C'est à moi, ça ! (2009) est traduit en 10 langues : allemand, anglais, cambodgien, catalan, chinois, coréen, espagnol, italien, néerlandais et suédois.
Puis, il livre Je, tu, il m'embête (2013). La chroniqueuse Laurence Bertels de La Libre Belgique le décrit comme « talentueux et prolifique ».
De 2016 à 2018, il réalise la série Les Trois Cochons petits en 5 albums publiée dans la collection « Mini BD kids » aux éditions Bayard. Il illustre Les trois cochons petits et le méchant grand loup, sur un texte de Pierre Bertrand en 2015.
En 2020, il rend hommage aux libraires dans Vivons livres !. En 2021, il partage son temps entre les livres, la bande dessinée et des collaborations à différents magazines. Il livre C'est Super Chat en 2023 !. L'année suivante, il illustre Mille et une histoires écrit par Rascal chez son éditeur historique.
Il est lauréat d'une bourse d'aide au projet en 2006 et 2008 ainsi que d'une bourse d'aide à la création en 2010 et 2014 de la Fédération Wallonie-Bruxelles.

### Vie privée
Il demeure près de Bruxelles.

## Œuvre

### Auteur-illustrateur
- Oh ! Un poisson !, L’École des loisirs, Pastel, 1999  (ISBN 9782211048958)
- Chut ! C'est un secret !, L’École des loisirs, Pastel, 2000
- Fauvette est en colère, L’École des loisirs, Pastel, 2000
- Petite vache n'a pas sommeil[16], L’École des loisirs, Pastel, 2001  (ISBN 2211059619)
- Trois Courageux Petits Gorilles[17], L’École des loisirs, Pastel, 2003
- Au monstre !, L’École des loisirs, Pastel, 2003
- Moi, Paprika !, L’École des loisirs, Pastel, 2004
- 1, 2, 3 petits chats qui savaient compter jusqu'à 3, L’École des loisirs, Pastel, 2004
- Le Voleur de bisous, L’École des loisirs, Pastel, 2005
- 2 Fantômes au numéro 13, L’École des loisirs, Pastel, 2006
- Et pourquoi ?, L’École des loisirs, Pastel, 2007
- La Porte[6], L’École des loisirs, Pastel, 2008
- Il est minuit, L’École des loisirs, Pastel, 2008
- C'est à moi, ça !, L’École des loisirs, Pastel, 2009
- C'est pas grave, L’École des loisirs, Pastel, 2010
- Le Dîner, L’École des loisirs, Pastel, 2011
- Poète Poète, L’École des loisirs, Pastel, 2011
- Mais que dit l'escargot à chapeau ?, L’École des loisirs, Pastel, 2012
- Les Classes vertes, L’École des loisirs, Pastel, 2012
- Pauvre Petit Chat, L’École des loisirs, coll. « les lutins », 2013
- Je, tu, il m'embête[9], L’École des loisirs, Pastel, 2013
- Comme un petit jaune, L’École des loisirs, Pastel, 2014
- Raoul - Attendez ! Je suis pressé !, L’École des loisirs, Pastel, 2014
- J'habite ici, L’École des loisirs, Pastel, 2015
- Mè keskeussè keu sa ?, L’École des loisirs, Pastel, 2016
- Raoul - Mais c'est une fille !, L’École des loisirs, Pastel, 2016
- Dessine-moi un petit prince, L’École des loisirs, Pastel, 2017
- Raoul - T’aurais pu prévenir avant de partir..., L’École des loisirs, Pastel, 2017
- Les Moa moa, L’École des loisirs, Pastel, 2018  (ISBN 9782211235181)
- C'est qui chat ?, L’École des loisirs, Pastel, 2019
- Le Tout Premier Bobo, L’École des loisirs, Pastel, 2019  (ISBN 9782211239233)
- Il est où chat ?, L’École des loisirs, Pastel, 2020  (ISBN 9782211302876)
- Une journée trop mortelle, L’École des loisirs, Pastel, 2020  (ISBN 9782211305471)
- Le Plat du loup plat, L’École des loisirs, Pastel, 2021  (ISBN 9782211312196)
- Ma vie en vert
  - t. 1 : Zig Zag, L’École des loisirs, Pastel, 2021
  - t. 2 : Cadeau promo, L’École des loisirs, Pastel, 2021
  - t. 3 : Le Nouveau, L’École des loisirs, Pastel, 2022
  - t. 4 : Gargulup[18], L’École des loisirs, Pastel, 2022
- C'est Super Chat ![15],[18], L’École des loisirs, Pastel, 2023   (ISBN 9782211322096)
- T'as vu mes muscles[18] ?, L’École des loisirs, Pastel, 2023  (ISBN 9782211324311)
- Dans le nez de la sorcière[19], L’École des loisirs, Pastel, 2024  (ISBN 978-2-211-23624-9)

### Illustrateur
- Le Loup en laisse, textes de Christian Oster, illustré par Michel Van Zeveren, L’École des loisirs, coll. « Mouche », 2017  (ISBN 9782211227971)
- Les Trois Cochons petits et le méchant grand loup, texte de Pierre Bertrand, Bayard Jeunesse, 2021
- Mille et une histoires[18], textes de Rascal, illustré par Michel Van Zeveren, L'École des loisirs, Pastel, 2024  (ISBN 9782211333580)

### Bande dessinée

#### Pierre le loup
- 1. La Maison de la forêt, Milan, coll. « Petit Bonum », Toulouse, 2e trimestre 2009
Scénario et dessin : Michel Van Zeveren - Couleurs : quadrichromie -  (ISBN 9782745938589)

#### Les Trois Cochons petits
- 1. Dans la forêt enchantée[20], Bayard, coll. « Mini BD Kids », Montrouge, 7 septembre 2016
Scénario, dessin et couleurs : Michel Van Zeveren -  (ISBN 978-2-7470-7119-2)
- 2. Et les drôles de loups[21], Bayard, coll. « Mini BD Kids », Montrouge, 5 avril 2017
Scénario, dessin et couleurs : Michel Van Zeveren -  (ISBN 978-2-7470-7293-9)
- 3. Grenouilles, princes et princesses[22], Bayard, coll. « Mini BD Kids », Montrouge, 1er septembre 2017
Scénario, dessin et couleurs : Michel Van Zeveren -  (ISBN 978-2-7470-8572-4)
- 4. Vacances au pays des contes, Bayard, coll. « Mini BD Kids », Montrouge, 4 avril 2018
Scénario, dessin et couleurs : Michel Van Zeveren -  (ISBN 978-2-7470-8880-0)
- 5. Apprentis sorciers, Bayard, coll. « Mini BD Kids », Montrouge, 12 septembre 2018
Scénario, dessin et couleurs : Michel Van Zeveren -  (ISBN 978-2-7470-9939-4)

### Revues
- Les Aventuriers[23] (Milan Presse)
  - 2001 : publication dans les nos 34 à 45
  - 2002 : publication dans les nos 46 à 51
- Toutàlire[23] (Milan Presse)
  - 2003 : publication dans les nos 4, 5, 6, 9, 11, 14
  - 2004 : publication dans le no 17
- Zaza Mimosa[23] (Milan Jeunesse), publication dans le no 16 en 2006.

## Prix et distinctions
- 2008 :  prix Libbylit[7] délivré par l'IBBY, pour La Porte.

Trois de ses ouvrages font partie de la « Bibliothèque idéale » du Centre national de la littérature pour la jeunesse (BnF) en 2024 : Et pourquoi ? (2007), Il est minuit (2008) et La Porte (2008).

#### Livres
: document utilisé comme source pour la rédaction de cet article.
- Pascale Eben et Karine Magis, Répertoire des auteurs et illustrateurs de livres pour l'enfance et la jeunesse en Wallonie et à Bruxelles, Bruxelles, Wallonie-Bruxelles International, 2014, 192 p., ill. ; 26 cm (ISBN 9782930758008 et 2930758007, OCLC 944278134, lire en ligne), p. 167. .

#### Périodiques
- Isabelle Decuyper, « Portrait d'auteur : Michel Van Zeveren : éloge de la simplicité », Lectures, Centre de lecture publique de la Communauté française, no 162,‎ septembre - octobre 2009, p. 54-56 (lire en ligne, consulté le 13 juin 2025).

#### Articles
- Catherine Makereel, « «Je capte l’enfance avec mon 3e œil» », Le Soir,‎ 15 mars 2018 (lire en ligne , consulté le 18 mars 2024).

#### Interviews
- Michel Van Zeveren (interviewé par Fanny Deschamps), « L’Art de la séquence. Les albums illustrés de Michel Van Zeveren », Le Carnet et les Instants, Fédération Wallonie-Bruxelles, no 208,‎ 3e trimestre 2021 (lire en ligne, consulté le 18 mars 2024).

### Émissions de télévision
- L'Album avec Michel Van Zeveren, auteur et illustrateur, présentation : Urbain Ortmans (39 min 32 s), 7 octobre 2022. Voir en ligne sur Auvio .

### Vidéographie
- [vidéo] « Un univers d'auteur : Michel Van Zeveren », sur YouTube
- [vidéo] « Le tout premier bobo, de Michel Van Zeveren », sur YouTube
- [vidéo] « Interview Michel Van Zeveren », sur YouTube